# トマス・メンデンホール
トマス・メンデンホール（Thomas Corwin Mendenhall、1841年10月4日-1924年3月23日）は、アメリカ合衆国の物理学者、気象学者。オハイオ州生まれ。

## 経歴
独学で数学と物理学を習得し、高校教師からオハイオ州立大学の物理学教授となる。
エドワード・S・モースの推薦で1878年、東京帝国大学の物理教師に迎えられる（お雇い外国人）。富士山頂で重力測定や天文気象の観測を行い、日本に地球物理学が芽生える契機をつくった。また、本郷区本富士町（現・文京区本郷7丁目）に竣工した東京大学理学部観象台の観測主任となって、1879年1月から2年間気象観測に従事。地震頻発を考慮して、観象台への地震計設置を主張したり、日本地震学会の創立のために貢献した。
1881年に帰国して、オハイオ州立大学教授、アメリカ陸軍通信隊教授（1886-89）、ローズ工科大学学長（1886 -89）、海岸陸地測量局長（1889-94）、ウースター工科大学学長（1894-1901）などを歴任する。主要な貢献としては、理工学教育における各種の寄与と、重力測定、気象学、地震学など地球物理学に関するもの、また、度量衡、メートル法（メンデンホール指令）、電気単位などの単位の問題、海岸陸地測量局長時代の米国の州境および国境の確定などをあげることができる。アラスカの氷河のひとつにメンデンホール氷河があるのも、この局長時代の仕事に関連して命名されたものである。
物理学以外の分野では、スペクトル分析を単語の分析に適用する計量文献学により、シェイクスピアの戯曲を解析し著者の特定に努めようとした。
彼の遺産の一部は日本学士院に送られて「メンデンホール記念賞」の基金となっている。
1918年にフランクリン・メダル受賞。